# Diplocephalus lusiscus
Espèce
Synonymes
- Erigone lusisca Simon, 1872

Diplocephalus lusiscus est une espèce d'araignées aranéomorphes de la famille des Linyphiidae.

## Distribution
Cette espèce se rencontre en Espagne, en France, en Belgique, en Allemagne et en Suisse.
Cette araignée cavernicole a été observée en France en Ariège dans les grottes de Gargas et dans les Pyrénées-Atlantiques dans la grotte de Harmoukou, en Belgique dans la province de Liège dans la grotte de Rosée, en Espagne au Guipuscoa dans la cueva de Troskaeta, en Suisse et en Allemagne en Sarre.

## Description
Diplocephalus lusiscus mesure 2,25 mm.
Légendes de la figure ci-contre :
- 1. Front de face.
- 2. Corselet de profil.
- 3. Patte-mâchoire (= pédipalpe) du mâle en dessus.
- 4. Patte-mâchoire (= pédipalpe) du mâle en dessous.
- 5. Épigastre de la femelle.

## Publication originale
- Simon, 1872 : Notice sur les arachnides cavernicoles et hypogés. Annales de la Société Entomologique de France, sér. 5, vol. 2, p. 215–244 (texte intégral).